# Напареули
Напареули (груз. ნაფარეული) — село в Телавском муниципалитете Грузии, располагается в Алазанской долине, на высоте 420 м над уровнем моря.
В окрестных горах в советское время велась добыча строительного сланца. Из этого материала построены в селе восемь церквей.

## Вино
Напареули — один из традиционных центров кахетинского виноделия. Издревле здесь вырабатывают сухие белые и красные вина (главным образом из винограда сортов ркацители и мцване) под названием, соответствующим названию села.
Напареули — красное и белое сухое вино. Производство красного вина началось в 1890 году, белого — в 1893.
Красное вино Напареули производится из сорта саперави, брожение происходит при температуре 28-32 градуса Цельсия.
Белое вино Напареули производится из сортов мцване и ркацители, брожение происходит при температуре 16-18 градусов Цельсия.